# Confine tra Cina e Laos
Il confine tra la Cina e il Laos ha una lunghezza di 423 km e separa le province laotiane settentrionali di Luang Namtha, Oudomxay e Phongsali dalla provincia cinese meridionale dello Yunnan. Inizia al triplice confine con il Vietnam, in direzione ovest, prosegue a sud e poi ad ovest fino al triplice confine con la Birmania.

## Storia
Il territorio della provincia di Phongsali apparteneva storicamente al Regno tai lü di Chiang Hung, l'odierna Jinghong della prefettura cinese del Xishuangbanna (in lingua lao e tai lü: Sipsongpanna). Furono i colonizzatori dell'Indocina Francese, nel 1895, a ridisegnare le mappe della zona secondo il bacino idrografico del fiume laotiano Ou e ad annettere Phongsali al Laos, lasciando la parte più estesa del Sipsongpanna alla Cina.
Il Laos ottenne una parziale indipendenza dalla Francia nel 1949, e in quel periodo i comunisti laotiani del Pathet Lao ebbero il supporto dei Viet Minh vietnamiti, al fianco dei quali combatterono la guerra d'Indocina contro i colonialisti francesi. Con il protrarsi del conflitto, il 22 ottobre 1953 i francesi restituirono l'indipendenza al Regno del Laos siglando il Trattato di amicizia e associazione franco-laotiana. Il confine tra Laos e Cina, che non aveva subito alterazioni dopo gli accordi del 1895, fu sottoposto a un'ulteriore revisione e demarcato nell'aprile 1992.

## Valichi di frontiera
Ci sono tre valichi di frontiera. Il principale si trova a Boten, nella provincia di Luang Namtha, accessibile a tutti. Altri valichi aperti solo per cittadini cinesi e laotiani sono a nord-est Lantouy, nella provincia di Phongsali, e a ovest a Pang Hai, nella provincia di Luang Namtha. È in fase di costruzione l'autostrada tra la Cina e il Laos che congiunge la capitale laotiana Vientiane allo Yunnan passando per Boten. Il 3 dicembre 2021 è stata inaugurata la ferrovia Boten-Vientiane, che collega la capitale Vientiane alla cittadina di Boten, e si unisce alla ferrovia cinese che arriva a Kunming, capoluogo della provincia dello Yunnan.

## Mappe storiche
Mappe storiche del confine da ovest a est nella mappa internazionale del mondo, fine del XX secolo: 

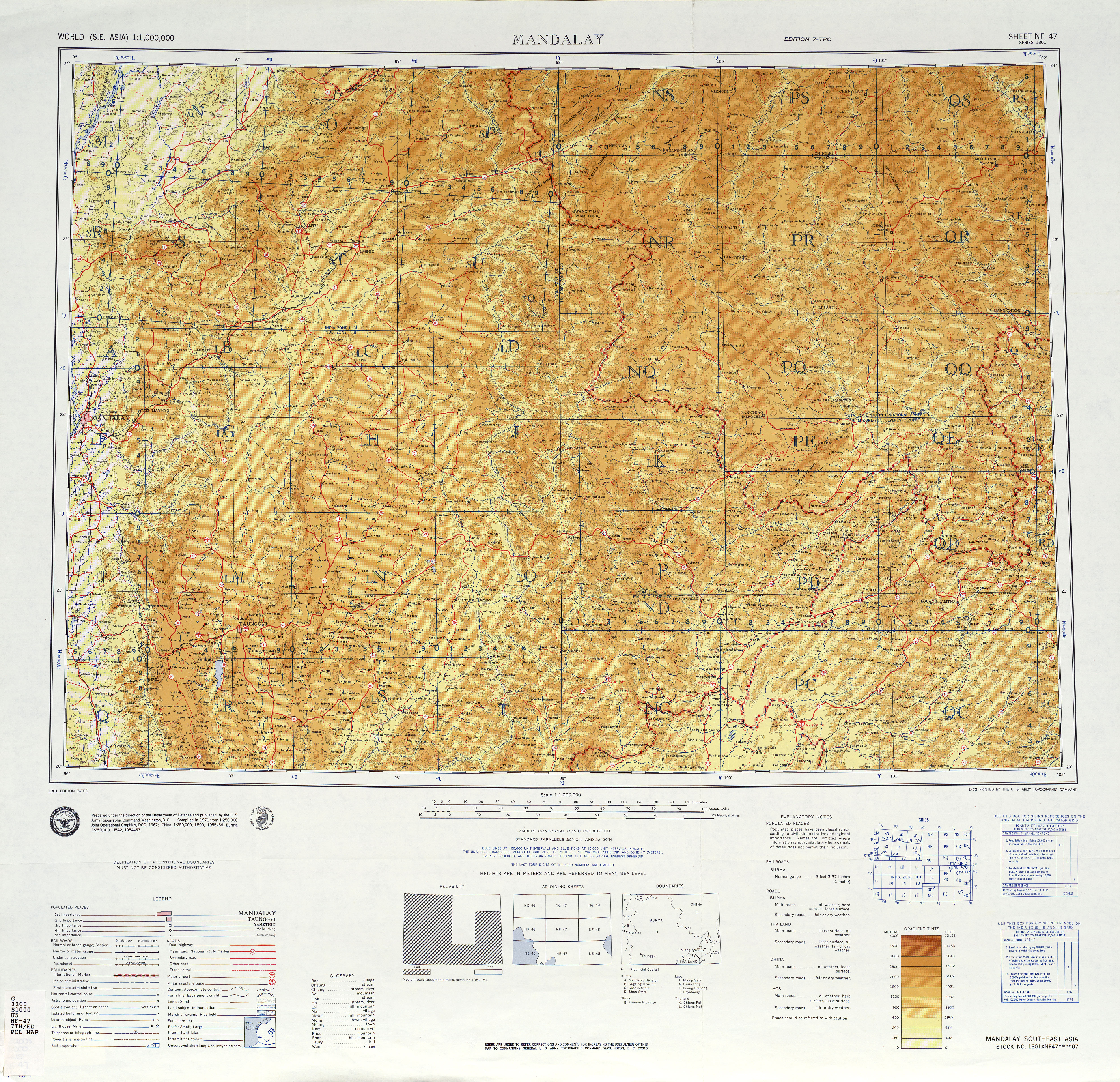
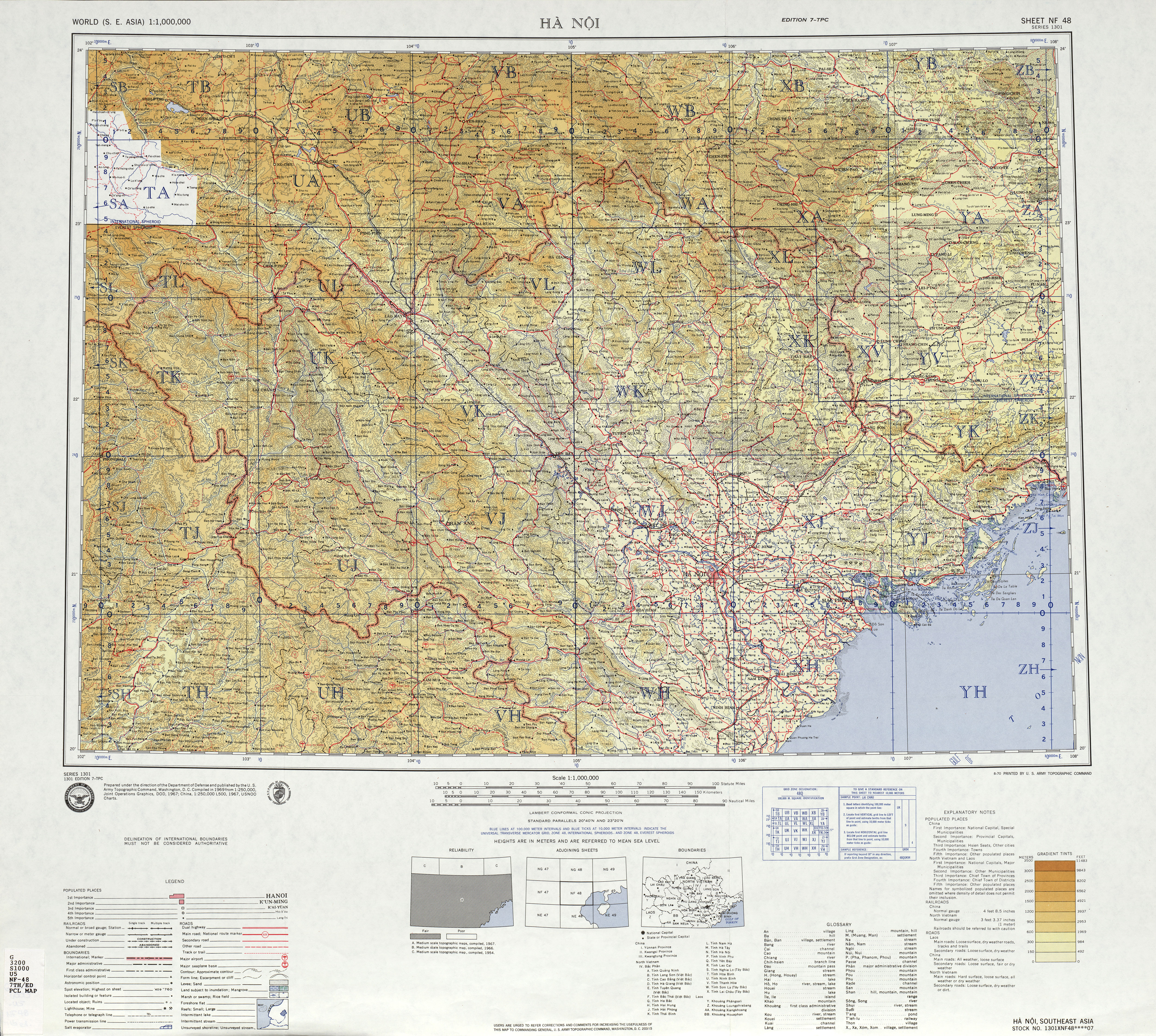
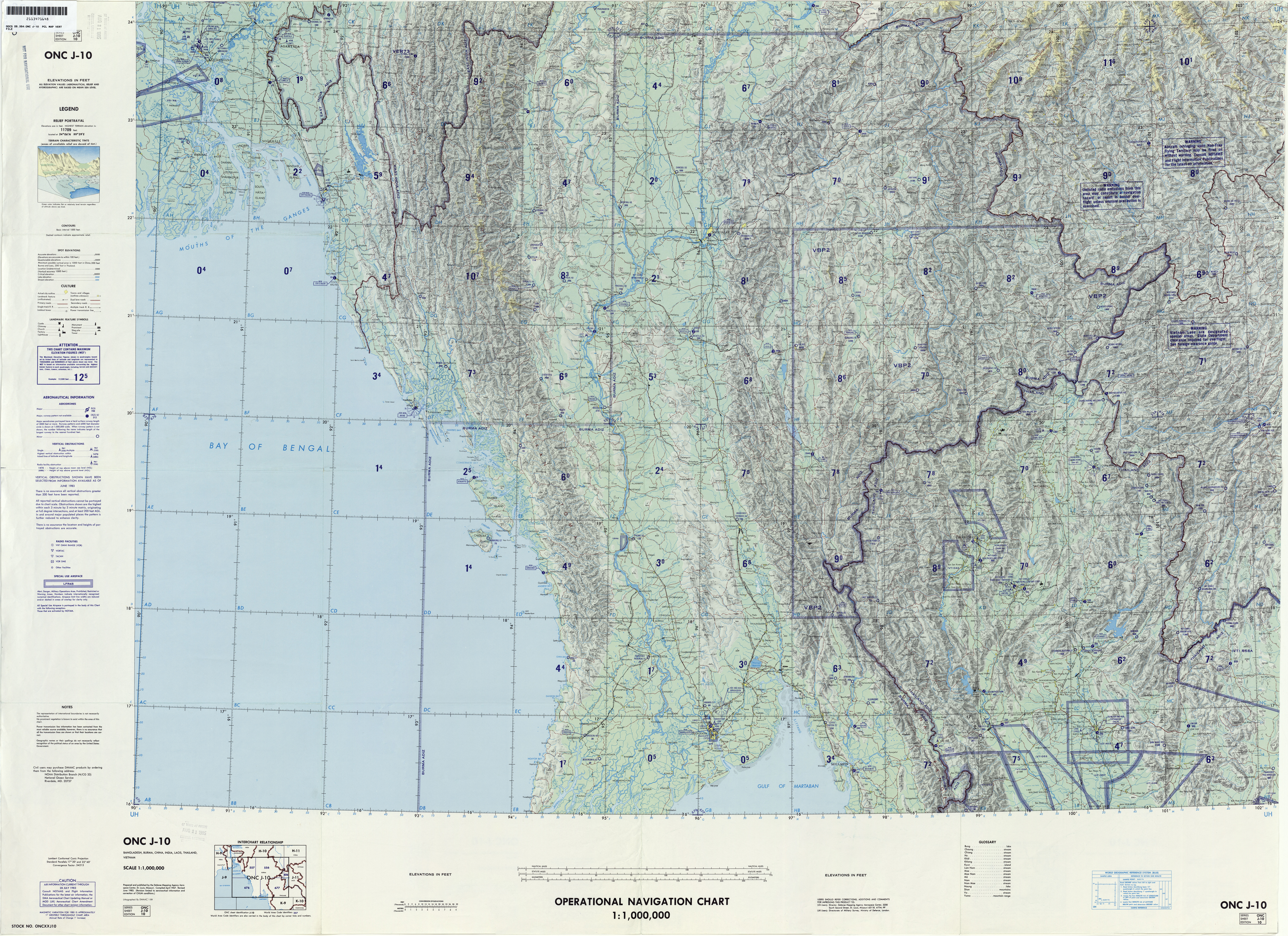
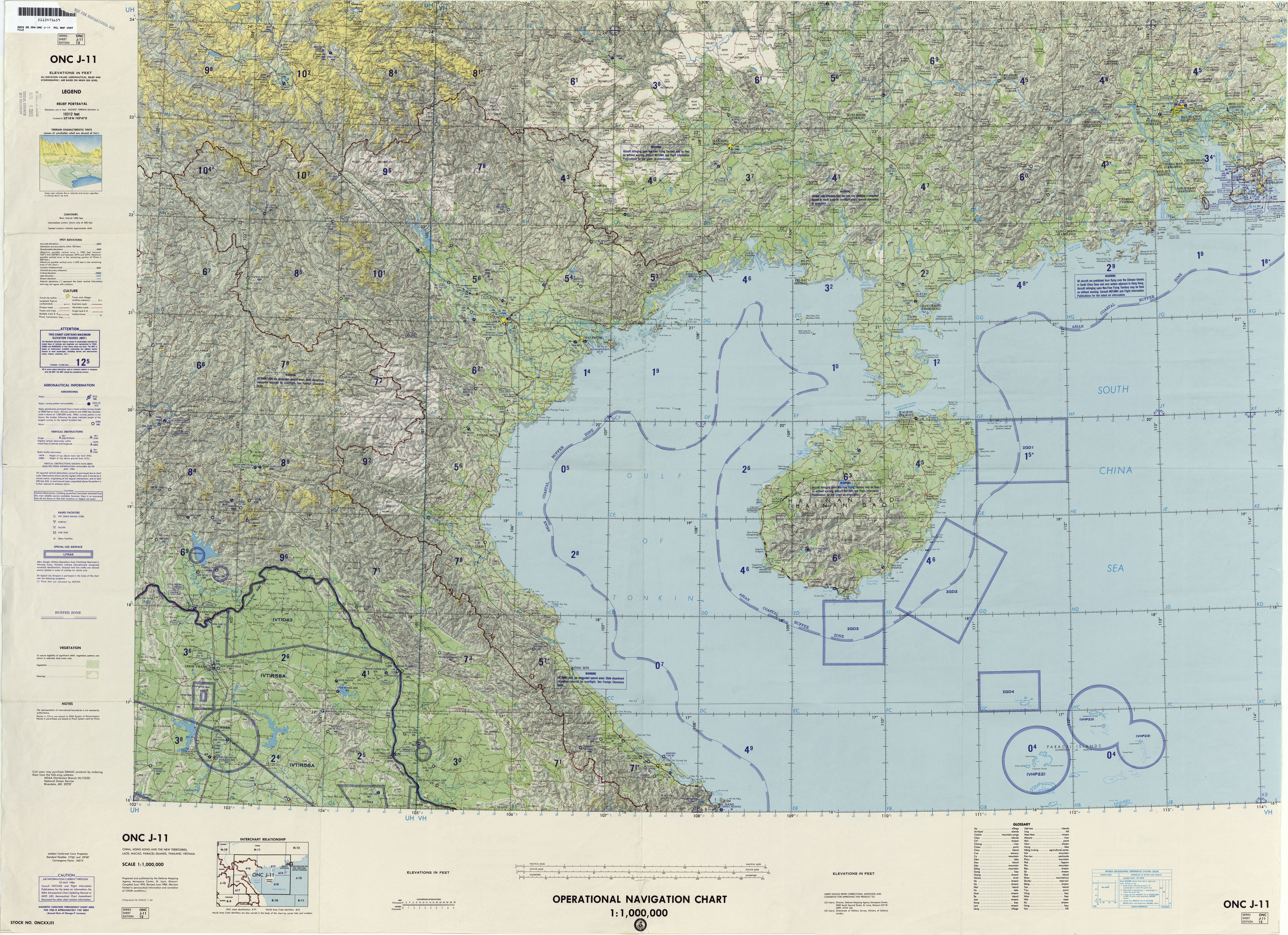
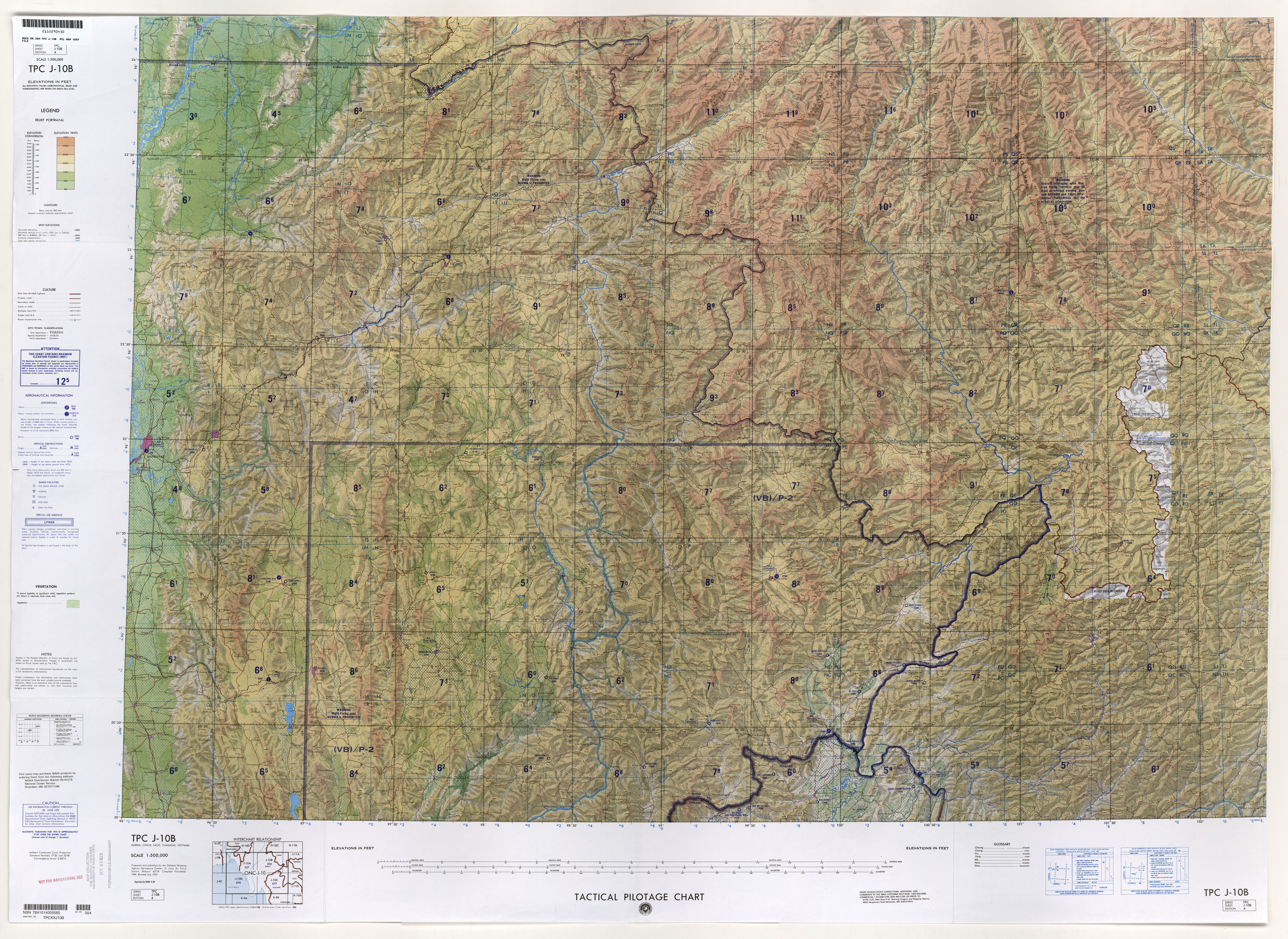